# 战斧F1
战斧F1，是中華人民共和國斧子科技开发的家用游戏机，于2016年6月1日陆续发货，是中国大陆撤销游戏机禁令后第一个中国大陆制作且发售了的游戏主机品牌。但同年11月底北京公司倒閉，2019年伺服器也關閉，遊戲機再也無法聯網進入系統。

## 简介
早期就职于金山軟件的王峰，2007年離開金山後創辦藍港互動公司製作一些輕量網頁遊戲為主業績，聽聞遊戲機市場將獲准開放後決定製作國產主機。此時華為的產品經理張曉威早期在公司內負責安卓機上盒相關產品，然而公司支持力度並不大產品表現一般，之後其提議增加機上盒配置將其作為安卓基礎的一款電視遊戲機，名為TRON主機專案，然而公司內雖然批准但其在華為內獲得支持並不高屬於公司內不得志的部門，王峰見此機會透過人脈將張曉威挖角，兩人共同創辦斧子公司，之後陸續找來NVIDIA前任工程師張嘉、TCL前任軟體組長周穗等人助陣。後續尋找遊戲上機過程僅有光榮一家願意釋出較舊的真三國無雙7猛將傳的PSV掌機版，並親自負責移植和改寫程式工作，其餘遊戲公司則是只簽下授權，程序的移植是由斧子科技外包出去的。
- 2014年1月6号国务院发布《国务院关于在中国（上海）自由贸易试验区内暂时调整有关行政法规和国务院文件规定的行政审批或者准入特别管理措施的决定》，第32条规定允许外资企业从事游戏机设备的生产和销售，游戏机可以面向国内市场销售（即长达十几年的“游戏机禁令”宣告解除）。[6]

- 2015年6月24日， 文化部发布允许内外资企业从事游戏游艺设备生产和销售的通知，全国推广“允许内外资企业从事游戏游艺设备生产和销售”。[7]

- 2015年9月斧子科技完成A轮6000万美元融资。[5][4]

- 2015年末，斧子科技联合创始人之一的吴松在离职前向王峰引荐了杨雪飞（多边形）。[5]

- 2016年5月10日，斧子科技在北京举行发布会，正式发布游戏主机“战斧F1”。游戏机分为价格899元的畅玩版和价格1499元的菁英版。同时公布了战斧VR工程版，售价1100元。签约游戏有76款，首发游戏超过20款，并即日起在战斧商城、乐视商城、京东商城、天猫商城开启预售。[8][9]

- 2016年6月1日，斧子科技宣布预定的战斧F1订单将于今天陆续出货。11日，在京悠唐购物中心举办“战斧F1全平台现货首发--暨北京实机体验会”，首發一整天只賣出了3台。[10][11]15日，战斧F1在E3大展上非正式亮相。[12]

- 2016年7月，斧子科技参展2016ChinaJoy，展台面积690平方米。[13][14] [15]斧子科技最早的四位创始人同一天向王峰提出辞职。7月25日，斧子科技正式更名为蓝港科技。[5]

- 2016年8月，项目合伙人杨雪飞（多边形）和斧子科技副总裁王世颖先后离开斧子科技。[5][16]

- 2016年11月銷售不不理想，北京斧子科技解散，但深圳斧子科技仍然存在，伺服器还在开着，所以玩家手上的主機還能勉強開機遊玩裡面的三十款遊戲，其中多數是安卓手機遊戲（大部分也是没有得到授权的“官方盗版”）。全壽命出貨量只有2500多台主機，其中有1700多台是靠和用車平台合作送出。[17]

- 2019年伺服器關閉，由于游戏机开机要进行联网验证且需要全程联网，因此所有战斧f1游戏机无法进入系统运行游戏。[2][18]

## 硬件

### 机身
- 价格：899元（畅玩版）、1499元（菁英版）
- 最高分辨率：1080p
- 处理器：NVIDIA Tegra K1 TD575D，4核 A15 @ 2.2GHz
- GPU：NVIDIA Kepler 192CUDA Cores @ 852MHz 325GFLOPS
- 内存：4GB DDR3 @933MHz
- 闪存：32GB eMMC
- 硬盘：500GB（仅限菁英版）
- 电源输入：100~240V 50/60Hz输入，DC 12V 3A输出[19]

### 手柄
游戏手柄支持无线功能，内置4个马达，有邃空黑、珠光白、烈焰红、深海蓝、香槟金和军迷彩6种颜色。

## 软件
2015年5月6日，战斧F1内置游戏遭到泄露，首批签约游戏有76款，首发游戏有26款，分别为：
- 武士猫
- 彩色小特工
- 卡图斯进击的机器人
- 特斯拉学徒
- 皮影木偶
- 消灭僵尸
- 暴走足球
- 地牢之光
- 英雄代号Z
- 庇护2
- 神勇蔬菜
- 漂移吧老爷爷
- 咕噜小天使
- 费斯特与暗黑森林
- 深空激战
- 通灵塔
- 红心与斜线
- 邪星来客
- 烈焰冲击
- 真·三国无双7猛将传
- 超神奔跑
- 逆光追影
- 木遁大师
- 皮德
- 薛定谔的猫&夸克奇兵
- 恶魔克星

除游戏外，战斧f1预装熊猫TV、乐视、爱奇艺等应用。

## 争议

### 发布会
在发布会中，意外频出，嘉宾入场混乱、部分游戏圈外人站台、视频播放出错、演讲文不对题等，一名斧子科技的员工称发布会前就没有完成一次完整的彩排。多边形表示发布会后半截出了一些人力不可抗拒因素的意外。
微博用户@Jason_封仁杰称发布会海报使用了他制作的Zpix像素字体，而斧子科技却并没有向其购买商业使用权。

### 游戏移植
《地狱边境》这款游戏并没有适配主机，在载入界面显示“轻触开始”，操作提示界面显示手机平板的操作画面。另外某些游戏都没有汉化处理，直接显示英文字幕。 

### 游戏审核
斧子科技的游戏最早于2017年7月13日过审，包括真·三國無雙7，晚于战斧F1的发布会。
工信部联合新闻出版署于2016年2月14发布了《网络出版服务管理规定》，其中解释：本规定所称网络出版物，是指通过信息网络向公众提供的，具有编辑、制作、加工等出版特征的数字化作品。2016年6月2日，新闻出版广电总局发布了《关于移动游戏出版服务管理的通知》。。